# 美國隊長：無畏新世界
是一部2025年美國超級英雄電影，改編自漫威漫畫旗下超級英雄角色「美國隊長」琛·偉遜的故事，由漫威影業製作、華特迪士尼工作室電影發行。本片為2016年電影《美國隊長3：英雄內戰》的續集，《无敌浩克》及《獵鷹與酷寒戰士》故事上的延续，同時是「漫威電影宇宙」的第35部電影作品。電影由朱利斯·歐納執導，麥爾坎·斯貝爾曼和達蘭·穆森編劇，安東尼·麥奇、丹尼·拉米雷斯、希拉·哈斯、柔莎·羅克摩、卡爾·魯伯利、吉安卡洛·伊坡托、麗芙·泰勒、提姆·布萊克·尼爾森以及哈里遜·福特主演。
《美國隊長：無畏新世界》2025年2月14日於美國上映，全球總票房收入達4.15億美元。影評界對本片評價褒貶不一，主要批評其角色塑造、敘事手法與視覺效果，但夏里遜·福的表演則獲廣泛肯定。

## 剧情
雷霆·羅斯在當選美國總統五個月後，派遣新任「美國隊長」山姆·威爾森和新任「獵鷹」瓦昆·托雷斯前往墨西哥瓦哈卡州，阻止毒蛇會非法販售被盜的機密物件。山姆和維堅成功奪回物件，卻讓毒蛇會的首領「響尾蛇」塞斯·沃爾克逃掉。維堅對能夠繼承飛隼稱號感到十分興奮，但山姆對讓維堅參與危險任務仍有所顧慮，因為他們不像前任美國隊長史提芬·羅傑斯那樣擁有超能力。任務結束後，山姆帶維堅拜訪超級士兵以賽亞·布拉德利，計劃讓以賽亞訓練維堅。
勞士邀請山姆和維堅前往白宮，出席世界高峰會。山姆接受邀請，但條件是以賽亞也必須列席。峰會前，勞士私下請求山姆協助他重組復仇者聯盟。在峰會上，勞士宣布一種新金屬「亞德曼合金」出現在印度洋的「星神島」上，該島因活火山爆發而近期形成。山姆在墨西哥奪回的機密物件，正是在日本礦場中被偷走的首批精煉超能鋼樣本。為了避免軍備競賽，勞士提議簽署條約，以管理超能鋼的開採與分配。在勞士的演說途中，歌曲〈憂鬱先生〉突然響起，以賽亞與幾名男子失控行刺勞士和其他政要。行刺沒能成功，行刺者迅速被勞士的安全顧問露芙·巴-莎羅夫制服。這些人事後均聲稱對行刺一事毫無記憶。
山姆展開對行刺事件的調查，卻遭響尾蛇伏擊。山姆成功擊敗響尾蛇，並透過他查到一個位於的秘密黑牢「回音一號」。勞士試圖挽救條約，但日本首相尾崎將艾德曼合金失竊與隨後的白宮襲擊歸咎於他。勞士意識到這一連串事件的幕後主使是森繆·史當斯。史登斯多年前意外沾染布斯·班拿的血液，因而獲得驚人的運算能力。勞士將惡煞當年所造成的破壞推卸到史當斯身上，並將他囚禁在回音一號。勞士曾承諾如果史當斯助他登上總統之位，就會釋放他。山姆和維堅在回音一號找到史當斯，並得知他如何利用科技與〈憂鬱先生〉來精神控制他人。史當斯之後成功逃脫。
露絲也前往回音一號調查，並協助正被洗腦士兵圍攻的山姆和維堅脫困。三人隨後前往拘留響尾蛇的地點，山姆從他口中獲取情報，推斷史當斯意圖挑起美日衝突，以此摧毀勞士的聲譽。當山姆得悉美日兩國正在星神島附近海域爭奪超能鋼的控制權後，三人立刻趕往星神島。山姆與勞士私下對話，在山姆的施壓下，勞士承認自己因心臟衰竭而生命垂危，需依賴史當斯研發的藥物維生；他當選總統後仍拒絕釋放史當斯，因擔心無法再獲得藥物，這才讓史當斯憤而策劃復仇。史當斯控制了兩名美軍飛行員的意識，指使他們攻擊日本戰機。山姆與維堅成功攔截美軍飛機，並說服日軍撤退，但維堅在戰鬥中身受重傷。
維堅被送往醫療中心，巴基·巴恩斯現身安慰山姆。山姆的軍中盟友丹尼斯·登菲發現勞士服用的藥物會持續向他體內注入伽瑪輻射，但他還沒來得及通知山姆便遭史當斯殺死。勞士在白宮舉行新聞發布會時，史當斯向山姆自首。史當斯與勞士之間的聯繫在發布會被公開揭露，讓勞士失控變成紅浩克。山姆趕往白宮試圖阻止紅浩克，他把紅浩克引至海恩斯角，希望那裡的櫻花樹能喚起勞士對女兒貝蒂的回憶，勞士最終平靜下來並恢復正常。事後，以賽亞得以免罪並重獲自由。勞士引咎辭職並自願於浮沉監獄接受監禁，山姆陪同貝蒂探望勞士，並告知條約已獲批准。維堅的傷勢逐漸康復，山姆與他交談後萌生重組復仇者聯盟的念頭。
在片尾片段中，被囚禁於浮沉監獄的史登斯向山姆警告，來自其他世界的威脅即將降臨。

## 演員
- 安東尼·麥奇飾演山姆·威爾森／美國隊長（Sam Wilson / Captain America），復仇者成員，美國空軍空降搜救組退役傘兵，擅長使用特製飛行翼進行空中作戰。

監製內特·摩爾（Nate Moore）形容，山姆作為新任美國隊長，是一位身處逆境的戰士，類似《洛奇》系列的主角洛奇·巴布亞，因為他不像其前任史提芬·羅傑斯那樣擁有超能力或強大盟友相助，他必須在缺乏支援的情況下，靠自己贏得這個稱號。導演朱利斯·歐納則表示，這部電影將展現山姆如何以美國隊長的身份挺身而出，成為真正的領袖。麥奇透露，山姆不會是一位批判他人對錯的美國隊長，他對善惡的理解與前任不同，更重視傾聽、同理心與輔導。奧拿表示，同理心是山姆的「超能力」，他必須意識到自己對勞士總統的盲點，並透過情商化解對方的問題。
由於山姆並非超級士兵，所以他會在戰鬥中更依賴汎合金製飛行翼裝備，以彌補實力上的差距。為了準備電影中的動作場面，麥奇特別加強瑜伽與彼拉提斯的訓練，以提升柔軟度與核心力量。
- 丹尼·拉米瑞茲飾演瓦昆·托雷斯／獵鷹（Joaquin Torres / Falcon），美國空軍上尉，繼承了飛隼的衣缽，並使用類似的飛行翼裝備。[12]

麥奇表示，山姆與維堅之間的友誼是平等互重的，不同於山姆過去對史帝夫的敬仰或對巴基·巴恩斯的反感。儘管如此，維堅仍將山姆視為榜樣。麥奇亦曾向拉米瑞茲提供關於飛隼制服的穿戴建議。雷美斯在《壯志凌雲：獨行俠》中累積的經驗給他帶來啟發，讓他在本片的飛行場面中能展現符合空氣動力學原理的正確姿勢。
- 希拉·哈斯飾演露芙·巴-莎羅夫（英语：Sabra (character)），來自以色列的前黑寡婦，勞士總統的安全顧問。[16]在漫畫中擁有稱號「薩布拉」（Sabra）。

摩爾表示，露絲與山姆對勞士的看法截然不同，導致兩人產生衝突。歐納則形容，露絲是這部陰謀驚悚電影中不可或缺的角色。
- 柔莎·羅克摩飾演莉娜·泰勒（Leila Taylor），美國特勤局特務。

- 卡爾·魯伯利（英语：Carl Lumbly）飾演以賽亞·布拉德利（英语：Isaiah Bradley），曾參與韓戰的非裔美國超級士兵，戰後遭監禁並接受長達30年的實驗。

在本片中，山繆·史登斯將以賽亞洗腦並操控他行刺勞士總統，導致他被逮捕。這一情節進一步突顯以賽亞一生所承受的不公待遇。在山姆的幫助下，他最終得以洗清罪名並重獲自由。
- 吉安卡洛·伊坡托飾演塞斯·沃爾克／響尾蛇（英语：Sidewinder (character)），毒蛇幫（英语：Serpent Society）的首領。

艾斯普薛圖形容響尾蛇是一位足智多謀的狠角色，雖與《絕命毒師》的同屬智慧型反派，但他會用截然不同的方式演繹此角色。艾斯普薛圖在本片中不會穿上與漫畫相符的制服，但他的服裝配色仍會融入部分漫畫元素。他的眼睛也改為藍色，以更貼近漫畫原型。奧拿與艾斯普薛圖在塑造角色時，從與那些靠強大氣場贏得追隨者忠誠與敬畏的非洲軍閥身上汲取靈感。
- 麗芙·泰勒飾演貝蒂·羅斯（Betty Ross），細胞生物學家，撒迪厄斯·勞士的女兒，對父親當年追捕布斯·班拿感到不滿並疏遠他。

奧拿表示，讓泰萊回歸是理所當然的決定，因為貝蒂是勞士總統故事線的核心人物。在最終剪輯版本中，貝蒂雖然經常被提及，但僅在最後一幕短暫現身，並有幾句電話對話。奧拿曾考慮讓她更早登場，但最終決定將她留到結尾，以更有力呈現勞士總統渴望與貝蒂重修舊好的情感。
- 提姆·布萊克·尼爾森飾演森繆·史當斯（英语：Leader (character)），細胞生物學家，在《新變形俠醫》中因腦部意外沾染班拿的血液，從而獲得驚人的運算能力。在漫畫中擁有稱號「首腦」（Leader）。

尼遜一直期待《新變形俠醫》能開拍續集，卻未能如願，因此這次能回歸飾演此角，他特別欣慰。在《新變形俠醫》事件後，史登斯一直被勞士囚禁與利用，對於製作團隊安排的這項設定，尼遜表示相當滿意。他認為這個角色充滿悲情與憤怒，作為演員他必須稍為「成長」以應對挑戰。
拍攝初期，史當斯的造型忠於漫畫設定，擁有巨大的頭顱，以容納他膨脹的腦袋。但補拍期間角色造型經過調整，改為部分大腦從顱骨中迸裂而出，一隻眼閃著綠光，另一隻眼則渾濁無神，仿若失明。尼遜要求以特效化妝呈現此角色，因他希望自己和其他演員能現場親身感受這個角色的畸型外貌。他的特效化妝亦經過視覺特效的進一步調整。
- 哈里遜·福特飾演撒迪厄斯·「雷霆」·羅斯／红浩克（Thaddeus "Thunderbolt" Ross / Red Hulk），新當選的美國總統，曾任美國陸軍上將及國務卿。

摩爾表示，山姆與勞士之間的關係會因《美國隊長3：英雄內戰》發生的事自然而然地充滿火花；但凱文·費吉則指出，如今兩人的身份已分別轉變為美國隊長和美國總統，他們的互動方式也隨之改變。
福特表示，若勞士與現實的總統有任何相似之處都純屬巧合，他更關注的是角色的歷史、性格與處境。摩爾表示，勞士在本片中希望改過自新，與女兒貝蒂修復關係。然而這個願望終究落空，他無法擺脫反覆無常的脾氣，最終化身成紅浩克，再次展現他的本性。奧拿與福特說服漫威工作室，讓紅浩克在電影中保持沉默。他們認為一旦紅浩克能夠說話，就會成為一個理性存在，而非憤怒與狂暴的象徵，這將削弱角色的情感故事線。另外，福特會透過動作捕捉技術演繹紅浩克。
- 賽巴斯汀·史坦飾演巴奇·巴恩斯（Bucky Barnes），曾經被犯罪組織九頭蛇洗腦訓練成為一名毫無任何感情和同情心的刺客「酷寒戰士」。

客串，在維堅受傷時出現並激勵山姆，並準備出選美國國會議員。
此外，約翰尼斯·赫伊屈爾·約翰森飾演毒蛇幫成員銅斑蛇；威廉·馬克·麥卡洛（William Mark McCullough）飾演丹尼斯·鄧菲，美國軍事指揮官，山姆的盟友；平岳大飾演日本首相尾崎。
羅莎·薩拉查與賽特·羅林斯原本飾演毒蛇會成員「菱斑響尾蛇」瑞秋·萊頓與眼鏡王蛇，但二人戲份最終遭到刪除。

## 製作

### 籌備
2021年3月，漫威工作室推出網絡劇集《飛隼與寒冬戰士》。劇集播出前，主角安東尼·麥奇與導演均表示尚未確定是否製作第二季。監製內特·摩爾則表示，該劇所牽涉的議題歷久不衰，可讓他們在第二季進一步探討。凱文·費吉希望該劇能像《汪達幻視》一樣，將故事銜接至未來的漫威電影項目。
《飛隼與寒冬戰士》季終集播出後，該劇的首席編劇麥爾坎·斯貝爾曼透露他正與達蘭·穆森共同編寫第四部《美國隊長》電影的劇本，延續琛·偉遜的故事線。

### 前期製作
2021年8月，安東尼·麥奇確認回歸繼續出演琛·偉遜／美國隊長。2022年7月，朱利斯·歐納獲選擔任導演一職。此前他已多次與摩爾及聯合監製基安娜·大衛臣（Kyana Davidson）會面，討論本片的角色、主題和基調。奧塔薇亞·史班森因曾出演奧拿執導的《盧斯的秘密》，向費治與麥奇推薦奧拿，奧拿因此將她列入片尾的特別感謝名單。
奧拿加入時，許多關鍵元素已確立，例如指本片必然是「一個琛·偉遜的故事」，而山姆對成為美國隊長一事已再無疑慮，奧拿稱：「這問題早已解決，山姆如今就是我們的美國隊長。」另外森繆·史當斯與雷霆·羅斯亦於前期規劃階段就已確定登場。史當斯的加入是奧拿對這部電影感興趣的原因之一，他認為一個以高智力謀劃策略的人物，將會是山姆的理想對手。奧拿最初被山姆與勞士及維堅·托雷斯之間的關係吸引，後來也注意到山姆與以賽亞·布拉德利之間的關係。他認為這三組關係對於山姆在本片的旅程相當重要，不僅承接他的過去，也推進他的未來。奧拿表示，山姆、勞士與史當斯之間的關係自然地塑造出本片的驚慄基調，融合陰謀、政治與動作等驚慄元素。費治形容本片比近期的漫威電影宇宙作品更貼地，基調接近《美國隊長2》。以賽亞的孫子伊利曾出現在劇本初稿中，但因本片需兼顧太多角色，其戲份最終遭到刪除。奧拿亦曾考慮加入變形俠醫一角，但因擔心會削弱山姆的故事主線而放棄。
製作團隊從一開始便打算讓施巴斯坦·史丹回歸，使巴基·巴恩斯與山姆能在本片同場出現，此事一直保密至電影上映。奧拿稱，在《飛隼與寒冬戰士》後，這兩個角色已不可能完全分開。團隊曾構思幾個重逢的時機，最終選擇讓巴基在電影後半部分登場，為山姆提供情緒支援。毒蛇會亦是在前期已確定會在本片登場，在漫畫中這是一個以蛇為主題的反派組織。摩爾承認毒蛇會或會讓漫畫讀者感到有點滑稽，但他視該組織為《美國隊長》系列的「名人堂級」反派，因此會在電影中以嚴肅方式呈現。
2022年7月，聖地亞哥國際漫畫展上公佈電影片名為《美國隊長4：新世界秩序》（Captain America: New World Order）以及其上映日期為2024年5月3日，屬於漫威電影宇宙第五階段。副標題與《飛隼與寒冬戰士》首集標題相同。
2022年9月，在D23博覽會上確認丹尼·拉米瑞茲和卡爾·魯伯利回歸出演《獵鷹與酷寒戰士》的角色瓦昆·托雷斯和以賽亞·布拉德利，而提姆·布萊克·尼爾森回歸出演《無敵浩克》的角色山繆·史登斯，希拉·哈斯出演薩布拉。
儘管本片與《新變形俠醫》及《飛隼與寒冬戰士》有所關聯，但奧拿希望本片能以獨立作品的形式呈現。麥奇指觀眾無需重溫《新變形俠醫》亦能理解本片，因本片是一次「重置」，它將重新確立漫威電影宇宙的定位及未來走向。奧拿補充，回顧《新變形俠醫》的情節有其必要，因為這是勞士的歷史一部分，但他希望能透過山姆的視角來呈現這段歷史。
2022年10月，夏里遜·福據報將接替3月逝世的威廉·赫特，出演雷霆·羅斯，此角色此前一直由赫特飾演。漫威工作室計劃於本片讓勞士變身成紅浩克，摩爾表示：「將一個變形俠醫獵人變成變形俠醫本身，不僅讓他成為一個對立角色，更讓他成為一個悲劇角色。」漫威工作室在赫特生前曾向他透露，未來將會讓勞士變成紅浩克，赫特對此表示期待。赫特去世後，漫威工作室一度考慮調整勞士的戲份，因為他們認為很難找到演員接替此角色。此時，福特主動聯絡費治，表示有意加入漫威電影宇宙，甚至未看過劇本的情況下就答應接下勞士一角。福特認為接棒飾演勞士既可向赫特的演出致敬，亦能延續此角色的故事線。
同月，摩爾確認擔任本片製作人。摩爾指本片雖非直接改編自1974年的漫畫《秘密帝國》，但該漫畫的概念為本片提供了靈感。他稱：「一個相信理想的人，發現其他人並不總是以同樣標準對待這些理想，同時深切感受到來自美國政府的背叛。」在本片中，這一概念體現於山姆身穿美國國旗配色的制服，卻在一場國際陰謀中與身為美國總統的勞士對峙。奧拿則將本片與同由福特主演的（1994年）相比，指出兩者皆牽涉一場與總統有關的陰謀。另外，他希望透過本片傳達團結的主題，這亦是他認為美國隊長與琛·偉遜所代表的核心價值。奧拿表示，這些價值雖然帶有政治共鳴，但本質上卻更關乎人性。漫威工作室支持奧拿所定的方向，儘管費治曾戲稱奧拿試圖透過這部電影「拯救美國」。
2022年11月7日，本片在亞特蘭大的三石製片廠正式展開前期製作。麥奇的美國隊長制服經過重新設計，摒棄《飛隼與寒冬戰士》中以白色為主的款式，改為一套深藍為主、紅白為輔的新制服，類似史提芬·羅傑斯在前作的造型。麥奇要求移除他在《飛隼與寒冬戰士》中佩戴的頭罩，因為那頭罩帶來「高溫、汗水和眼鏡起霧」等問題，令他極度不適。漫威工作室的美術開發部主管懷恩·麥奈丁參與了本次制服設計。
2023年1月，柔莎·羅克摩參演。2023年3月，麗芙·泰勒確認回歸出演貝蒂·羅斯。
2023年6月，漫威工作室宣布將片名改為《美國隊長4：勇敢新世界》（Captain America: Brave New World），並於同日確認奧拿有份參與劇本的共同創作。

### 拍攝
本片於2023年3月21日在亞特蘭大的三石製片廠開始主體拍攝，工作標題為「羅切爾·羅切爾」（Rochelle Rochelle），取自情景喜劇第四季第十四集中的一部虛構電影。克萊默·摩根索擔任電影攝影師。他希望致敬1970年代驚慄片的視覺風格，為此團隊測試了老式變形鏡頭，使數碼攝影機呈現近似菲林的效果，並制訂了一套關於運鏡、色彩、構圖與質地的規範。
奧拿希望動作場面貼近現實且富有質感，同時為山姆設計一些過往沒展示過的新動作。雖然山姆擁有科技輔助，其體能亦達「人類極限水平」，但奧拿仍謹記這個角色並無超能力。
奧拿指示摩根索、美術指導藍斯·艾佛利（Ramsey Avery）與劇裝設計師嘉莎·菲力斯（Gersha Phillips）盡量避免使用紅色，以突出紅浩克在電影尾段登場時的震撼效果。但奧拿並非完全排除紅色的運用，他會按需要選擇不同色調來暗示劇情走向，例如藍色象徵平靜與受控，紅色代表失控與混亂。艾佛利表示，製作團隊的目標是使本片比近期的漫威作品更貼地，奧拿與費治亦希望觀眾感受到故事發生在貼近當下的時空裡，即一個真實且誠懇的世界。
自2023年5月起，美國編劇工會發動罷工，但漫威工作室預計罷工不會影響本片的製作。據報團隊計劃在主體拍攝期間先完成可拍攝的部分，隨後在補拍階段再對劇本進行必要調整。
奧拿表示，華盛頓特區是本片的重要場景，因為這是山姆在漫威電影宇宙中首次登場的地點，亦是勞士成為總統後的主要辦公地點，同時也鄰近以賽亞所在的巴爾的摩。遍佈華盛頓特區的櫻花樹貫穿本片多個場景，包括山姆與紅浩克的決戰場面。奧拿提到，他兒時居於附近的阿靈頓縣，所以對櫻花盛放的景致記憶猶新；而且櫻花作為日本贈予美國的禮物，也與本片的同理心主題相呼應。
製作團隊在三石製片廠仿製了華盛頓特區的多處地點，包括橢圓形辦公室、白宮玫瑰園、白宮地堡與海恩斯角，亦前往同樣位於亞特蘭大的的仿製白宮取景。櫻花樹景則透過結合實景搭建與視覺特效的方式呈現。
6月底，團隊移師至華盛頓特區進行為期一週的拍攝。麥奇表示，他感到他在漫威電影宇宙的經歷圓滿地回歸原點，因為他拍攝《美國隊長2》的第一天，也是在同一地點進行，並入住相同的酒店。
拍攝於2023年6月30日殺青。

### 後期製作
本片據報在早期試映中反應不佳。漫威工作室決定刪減三段主要片段，並計劃於2024年上半年展開大規模補拍，同時聘請馬修·奧頓（Matthew Orton）撰寫補拍所需的額外素材。
補拍在亞特蘭大展開，尼遜、福特與平岳大均有參與。吉安卡洛·伊坡托在補拍期間加入劇組。製作團隊原本安排艾斯普薛圖接替賽特·羅林斯出演眼鏡王蛇，但最終決定改讓他飾演新角色響尾蛇，部分原因是響尾蛇在漫畫中是毒蛇會的創辦人。儘管如此，電影中的響尾蛇一角仍保留漫畫中眼鏡王蛇的部分特質。摩爾表示，此次補拍的目的是為了塑造「完美的政治驚慄片基調」，艾斯普薛圖的加入有助實現這一方向，因為他擅長將一些誇張的角色演繹得更貼地。
對於外界關注補拍期間的改動，奧拿表示，這些變動是電影發展的自然過程。麥奇亦表示，此次補拍只為補上幾個額外場景，並非「重新調整或重製」，他過往參與的漫威電影也常有補拍安排。本片的片尾片段亦是在補拍期間拍攝。奧拿解釋，他們必須等到編劇罷工結束、漫威電影宇宙後續作品的劇本開發重新啟動後，才能決定埋下哪種伏筆來鋪陳未來劇情。
馬修·施密特與瑪德琳·加文（Madeleine Gavin）負責本片剪接。本片為漫威電影宇宙中首部沒使用標誌翻頁動畫作為開場的作品，取而代之的是嚴肅的黑白色標誌，並取消了開場音樂。
原任本片視覺特效總監，後來退出製作，轉而參與《海洋奇緣》的製作，其職位由艾歷山度·安加路（Alessandro Ongaro）接替。視覺特效由維塔數碼、數字王國、Luma Pictures、與等公司製作。
數字王國負責製作「星神島」的場景，他們使用《永恆族》中的天神族蒂亞穆的數碼模型，但稍作縮小。
維塔數碼與麥奈丁合作設計紅浩克的造型。維塔數碼視覺特效總監丹·覺士（Dan Cox）表示，他們希望這角色不僅是換了顏色的變形俠醫，而是比變形俠醫更具威懾力，並展現更挺拔與強健的姿態。考慮到勞士的軍人背景，奧拿希望紅浩克能給人一種更具策略與條理的印象；他亦建議在設計角色四肢著地的動作時，可參考熊的姿態。福特的臉部特徵經掃描後融入了角色設計。紅浩克與美國隊長在華盛頓特區的對決場面，共包含超過三百個視覺特效鏡頭。
安加路表示，原計劃把勞士變身成紅浩克的過程設計得更噁心，例如皮膚裂開、骨頭突出，但製作團隊最終決定淡化處理。他們亦曾計劃完整呈現紅浩克變回勞士的過程，但奧拿認為這會破壞當時的平靜氛圍，因此最終以地面上的影子間接展示這一轉變。
關於史當斯的造型，奧拿表示，他們在現場使用實體特效化妝，再透過視覺特效增強效果。安加路則表示，雖然現場使用了實體化妝，但最終成品由完全以電腦生成方式完成。

## 音樂
作曲家蘿拉·卡普曼負責本片配樂。
的2014年歌曲〈I〉於片尾字幕播放。The Fleetwoods的1959年歌曲〈憂鬱先生〉多次在片中出現，森繆·史當斯利用此曲觸發精神控制的能力。歌名亦呼應他在《新變形俠醫》中曾使用的化名。

## 宣傳
2024年4月，凱文·費吉與安東尼·麥奇在CinemaCon發布本片首支片段，展示琛·偉遜與費迪艾斯·勞士會面的場景。5月，麥當勞的推出一系列以本片角色為主題的玩具，包括紅浩克與菱斑響尾蛇，但當時漫威尚未正式確認這些角色會出現在電影中。有報導分析，提前曝光的原因可能是電影延期上映，但與麥當勞的行銷合作未作相應調整。
2024年7月12日，漫威影業釋出首支前導預告，其風格引發觀眾聯想到《美國隊長2》。同月稍後，因應當時發生的特朗普遇刺案，漫威影業推出供影院放映的更新版預告，刪除以賽亞·布拉德利行刺勞士的片段。
2024年7月27日，費治與主要演員在聖地牙哥國際漫畫展展示更多片段，並宣佈吉安卡洛·伊坡托所飾演的角色，同時確認勞士將於本片變身成紅浩克。類似片段亦在2024年的D23博覽會上播放。隨著相關片段於網上流出，漫威於8月在一支慶祝公司成立85週年的影片中正式公開紅浩克的造型。
2024年11月9日，漫威影業在巴西D23活動中播出首支完整預告，並同步於網上發佈。
2025年1月，漫威工作室與合作，推出名為「附帶污漬」的宣傳活動，並發布一系列廣告短片。其中一條短片邀請格雷格·特金頓回歸飾演《蟻俠》系列中的經理老戴。
為配合本片上映，漫威漫畫採用了由懷恩·麥奈丁為電影設計的美國隊長制服與紅浩克概念圖，作為《琛·偉遜，美國隊長》第2期與《紅浩克》第1期的替代封面。

## 發行
本片於2025年2月11日在荷里活的TCL中國戲院舉行首映，並於2025年2月14日在美國正式上映。此前，本片曾定於2024年5月3日和7月26日上映，但先後受美國編劇協會罷工和SAG-AFTRA罷工影響而推遲檔期。本片屬於漫威電影宇宙第五階段。
本片的數碼下載版本於2025年4月15日推出，而超高清藍光光碟、藍光光碟與DVD則於5月13日發行。當中收錄刪減片段、NG片段、製作特輯與導演評論。本片於2025年5月28日在Disney+上線 。

## 迴響

### 評價
根据評論匯總网站爛番茄汇总的358篇评论文章，46%的评论家给予该作正面评价，平均打分为5.4分（满分10分）。该网站总结的评论家共识是“安東尼·麥奇成功繼承了美國隊長的稱號與盾牌，但《美國隊長4：勇敢新世界》過於公式化，且塞滿了無聊的彩蛋，使這部作品無法成為這位新任復仇者領袖的一場值得稱道的獨立冒險。”在Metacritic上，56位影評人共給予了42分的分數（滿分100分），這部電影獲得了「評價褒貶不一或一般」。據影院評分調查，觀眾的評價在A+至F間落於「B-」，是漫威電影宇宙作品中最低的評級。而PostTrak調查顯示，觀眾平均給予三顆星（滿分五顆星）。
本片的政治議題引發不少評論。法蘭·薛克在《荷里活報導》指出，美國總統失控變成紅浩克並在華盛頓特區大肆破壞的場面，仿佛映射現實中的美國總統特朗普。大衛·艾力克在《IndieWire》形容雷霆·羅斯是粗魯的老人，藉由承諾應對外來威脅來團結國家才能當選總統，與特朗普「讓美國再次偉大」的論調十分相似。《獨立報》的亞當·懷特則認為，勞士／紅浩克或許帶有模仿特朗普的意味，但可能性不大，因本片並未明確表達政治立場，與政治相關的支線亦未有充分發揮。大衛·費爾在《滾石》含沙射影地形容，勞士只是史上第二最具破壞性、怒火最盛的總統。莫琳·李·連加在《娛樂週刊》揶揄，本片最難以置信的地方是一位美國總統居然具備同理心、願意為自己的行為負責，以及有能力作出改變。布蘭森·余在《紐約時報》表示，本片唯一能找到的明確政治情節，要麼純屬出於偶然，要麼只是間接觸及《飛隼與寒冬戰士》探索過的議題。其他政治評論則集中在爭議角色露芙·巴-莎羅夫身上。《前進報》的P·J·格里薩認為，此角色的爭議與當時以哈衝突關聯不大，因為本片無論政治立場還是整體表現都「實在是亂七八糟」。但迪雲·米南在/Film形容，此角色初次亮相的時機實在太差，因為當時的衝突已使公眾輿論產生極大分歧。
本片的角色塑造與敘事手法備受批評。莫莉·費曼在《Screen Rant》指出，山姆·威爾森的戰衣由白轉藍純粹只為促銷玩具，並沒使故事或角色真正受益。余同樣認為，本片只是一則「可動人偶廣告」。比茲·埃比里在《Vulture》形容本片標誌著漫威淪為一台大型廢物製造機，並批評本片試圖營造的真誠顯得相當虛偽，而穿插其中的笑話亦盡顯無聊。薛克亦同意幽默在本片中極度匱乏，導致麥奇的魅力無從發揮。威廉·比比安尼在《TheWrap》指出，山姆在本片中僅有少數時刻與劇情產生情感聯繫，但這些時刻僅是簡短重述《飛隼與寒冬戰士》的情節，沒留下任何影響；他亦表示本片堅決抗拒深入探討自身理念，不論是出於藝術選擇或商業考量，都散發著一股怯懦的氣息。羅拔·丹尼爾斯在RogerEbert.com形容，本片將山姆塑造成「神奇黑人」，旨在安撫美國白人的憤怒與傷痛。艾丹·凱利在《Collider》批評本片部分對白堪稱漫威電影宇宙中最差，大量補拍亦使本片失去連貫性，並形容山姆、響尾蛇、露絲這三位角色過於乏味，但他肯定夏里遜·福為其角色增添人性。懷特質疑角色發展只是後期補加，麥奇在情感方面很少發揮空間，使其角色淪為一台乏味的功能性打鬥機器。
評論家亦批評本片的視覺效果。尊尼·奧歷辛斯基在《紐約郵報》指出，白宮打鬥場景的動畫效果廉價且庸俗，難以讓人認真看待；而變異後的山繆·史登斯現真身時，其粗劣的化妝與假體甚至引起觀眾哄笑。凱利認為，本片的視覺效果缺乏說服力，甚至不如2008年的《新變形俠醫》。埃比里批評本片大量充斥視覺效果的場景毫無生氣且令人疲倦，讓他好幾次不由自主地閉上眼睛。丹尼爾斯與費曼均稱讚紅浩克的視覺效果，但費曼形容櫻花樹背景是一場綠幕災難。余形容本片的視覺效果既花哨又馬虎。比比安尼批評視覺效果單調和不像已完成的作品，電腦合成的飛行翼像是一個甚麼也證明不了的概念驗證，並形容本片「乾淨得完全不真實」。薛克批評本片的視覺效果乏善可陳，有時甚至更差，但他表示在紅浩克臉上辨認出福特的五官特徵頗具趣味。
但仍有評論家給予本片正面評價。李·連加認為福特是本片最大亮點，他展現莊嚴的同時，亦能透過閃爍的眼神流露愉悅的溫暖。李察·羅珀在《芝加哥太陽報》為本片評分3星（滿分4星），並稱本片遠勝近期漫威電影宇宙的多部失誤之作。凱爾·史密夫在《華爾街日報》表示，本片執行到位，沒有依賴多元宇宙這類過時的噱頭，而是為觀眾提供大量比喻呼應現實世界的問題。《洛杉磯時報》的姬蒂·禾殊形容本片是一部帶有文化共鳴的政治驚悚片，未受限於漫畫題材的框架。

### 票房
《美國隊長4：勇敢新世界》在北美的票房收入為2億美元，在其他地區的收入為2.15億美元，全球總票房達4.15億美元。《荷里活報導》稱本片需在全球票房達4.25億美元才能達至收支平衡。
本片與《柏靈頓：熊熊去秘魯》同期在北美上映，首週末預計在4,105家影院中獲得8,000萬美元票房，若計入週一的總統日假期，預計票房達9,400萬美元。電影開畫日票房達4,000萬美元，其中包括週四晚預映的1,200萬美元。最終，本片首週末票房達8,850萬美元，若計入總統日假期，則達1億美元，成為美國本土票房冠軍。
在第二個週末，本片北美票房收入為2,820萬美元，較首週末下跌68%，跌幅在漫威電影宇宙作品中排名第三，僅次於《驚奇隊長2》（-78%）與《蟻俠與黃蜂女：量子狂熱》（-70%）。本片在第三個週末仍保持票房冠軍，直到第四個週末被新片《米奇17號》取代。
在北美以外，本片首週末從52個海外市場中獲得9,240萬美元票房，前五大市場依次為中國（1,050萬美元）、英國（850萬美元）、墨西哥（660萬美元）、韓國（560萬美元）和法國（470萬美元）。
| 上一届： 《》                        | 2025年韓國週末票房冠軍 第7-8週 | 下一届： 《编号17》         |
| 上一届： 《超狗神探》                | 2025年美國週末票房冠軍 第7-9週 | 下一届： 《米奇17號》       |
| 上一届： 《IU CONCERT：THE WINNING》 | 2025年台北週末票房冠軍 第7-9週 | 下一届： 《米奇17號》       |
| 上一届： 《祥賭必贏》                | 2025年香港一週票房冠軍 第6週   | 下一届： 《哪吒之魔童鬧海》 |
| 上一届： 《祥賭必贏》                | 2025年香港週末票房冠軍 第7週   | 下一届： 《哪吒之魔童鬧海》 |

## 爭議
本片最初的副標題為「新世界秩序」（New World Order），此術語曾用於政治及職業摔角領域，也常見於多種陰謀論及反猶言論中，因此被視為是一個具爭議性的選擇。內特·摩爾解釋，漫威工作室最初認為「新世界秩序」是一個「很有趣、有點情緒化與駭人」的副標題；但在收到反饋指此術語「在現實世界中已被挪用，可讓人感到不舒服」後，漫威工作室決定將副標題改為「勇敢新世界」（Brave New World）。
電影宣佈加入以色列超級英雄薩布拉時，引起部分親巴勒斯坦團體批評。他們擔心此舉將加深對阿拉伯人和巴勒斯坦人的負面刻板印象，因薩布拉在漫畫中是摩薩德特工，與她互動的阿拉伯角色常被描繪為厭女、反猶與暴力。對此，漫威工作室回應表示，本片將以全新角度詮釋此角色，正如其他漫畫角色在進入漫威電影宇宙時也會經過調整。此番言論卻引起部分猶太團體的擔憂，認為漫威試圖抹去此角色的以色列背景。最終在本片中，此角色沒使用「薩布拉」的稱號，僅以其本名露芙·巴-莎羅夫登場。角色保留以色列的背景與口音，但摒棄了漫畫中變種人與莫薩德特工的設定，改為是美國政府高級官員及前黑寡婦。摩爾表示電影保留了漫畫原型的態度與本質，並強調改變角色的背景絕非為回應外界批評。他補充，漫威工作室在製作《黑寡婦》時，已意識到可利用「黑寡婦計劃」改編一些不宜照搬原作的角色。支持與反對以色列的陣營均有聲音呼籲抵制本片。前者不滿此角色效忠美國政府，後者則抗議其漫畫形象。在確認此角色於本片中仍保留以色列裔身份後，猶太組織如反誹謗聯盟與美國猶太人委員會均表示讚賞。
2025年1月底，安東尼·麥奇在意大利一場記者會上表示，美國隊長所代表的並非美國本身，而是「榮譽、尊嚴與正直」。他隨即遭到部分網路評論人抨擊，並將本片標籤為反美與覺醒。麥奇隨後回應：「我以身為美國人為傲，能夠舉起美國隊長的盾牌是我畢生榮耀……美國隊長所代表的普世價值，是全世界的人都能產生共鳴的。」

## 未來
2025年1月，安東尼·麥奇表示希望未來十年能繼續飾演琛·偉遜這個角色，並期望在完成《復仇者聯盟：末日之戰》和《復仇者聯盟：秘密戰爭》後，再拍一部《美國隊長》電影。

## 備註
1. ↑  依照漫威電影宇宙上映次序。
2. ↑  依照漫威電影宇宙中故事發生的時間次序，參見漫威电影宇宙#時間線。
3. ↑  即天神族蒂亞穆（英语：Tiamut）的遺骸，參見2021年電影《永恆族》。
4. ↑  參見2008年電影《新變形俠醫》。
5. ↑  後續劇情參見2026年電影《復仇者聯盟：末日之戰》[3]。

## 外部連結
- 互联网电影数据库（IMDb）上《美國隊長：無畏新世界》的资料（英文）
- Metacritic上《美國隊長：無畏新世界》的資料（英文）
- Box Office Mojo上《美國隊長：無畏新世界》的资料（英文）
- 爛番茄上《美國隊長：無畏新世界》的資料（英文）
- AllMovie上《美國隊長：無畏新世界》的资料（英文）
- 開眼電影網上《美國隊長：無畏新世界》的資料（繁體中文）
- 豆瓣电影上《美國隊長：無畏新世界》的資料 （简体中文）
- 时光网上《美國隊長：無畏新世界》的資料（简体中文）